# Sam na sam
Sam na sam je třetí studiové a zároveň první album v polštině zpěvačky Ewy Farné. Jedná se o polskou verzi alba Měls mě vůbec rád. Album obsahuje 11 skladeb.

## Seznam skladeb
1. Sam na Sam – 3:04
2. Tam gdzie nie ma dróg – 3:27
3. Kotka na gorącym dachu – 2:32
4. Bez ciebie – 2:53
5. Chwytaj dzień – 2:44
6. Zamknij oczy – 3:25
7. Zamek ze szkła – 4:14
8. L.A.L.K.A. – 3:30
9. Nie chcę się bać – 2:49
10. Ja chcę spać – 3:34
11. Tam gdzie ty – 3:49